# Huis Du Plessis

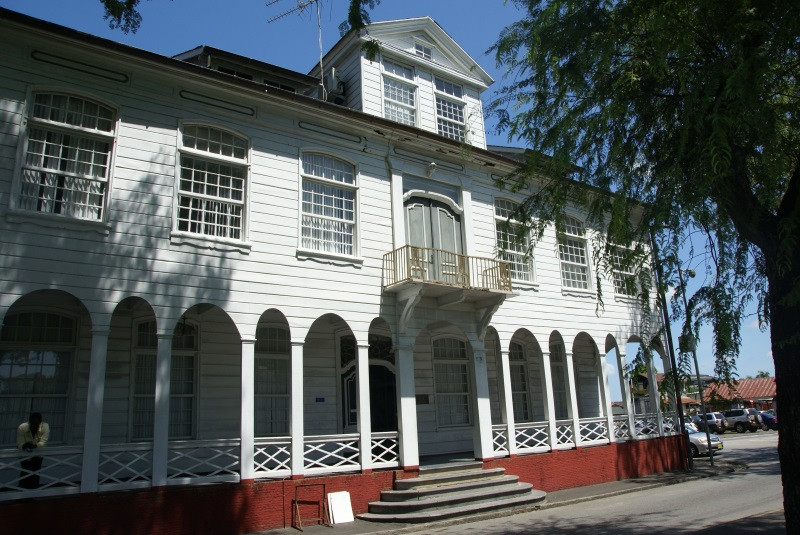
Huis Du Plessis, Onafhankelijkheidsplein 2.

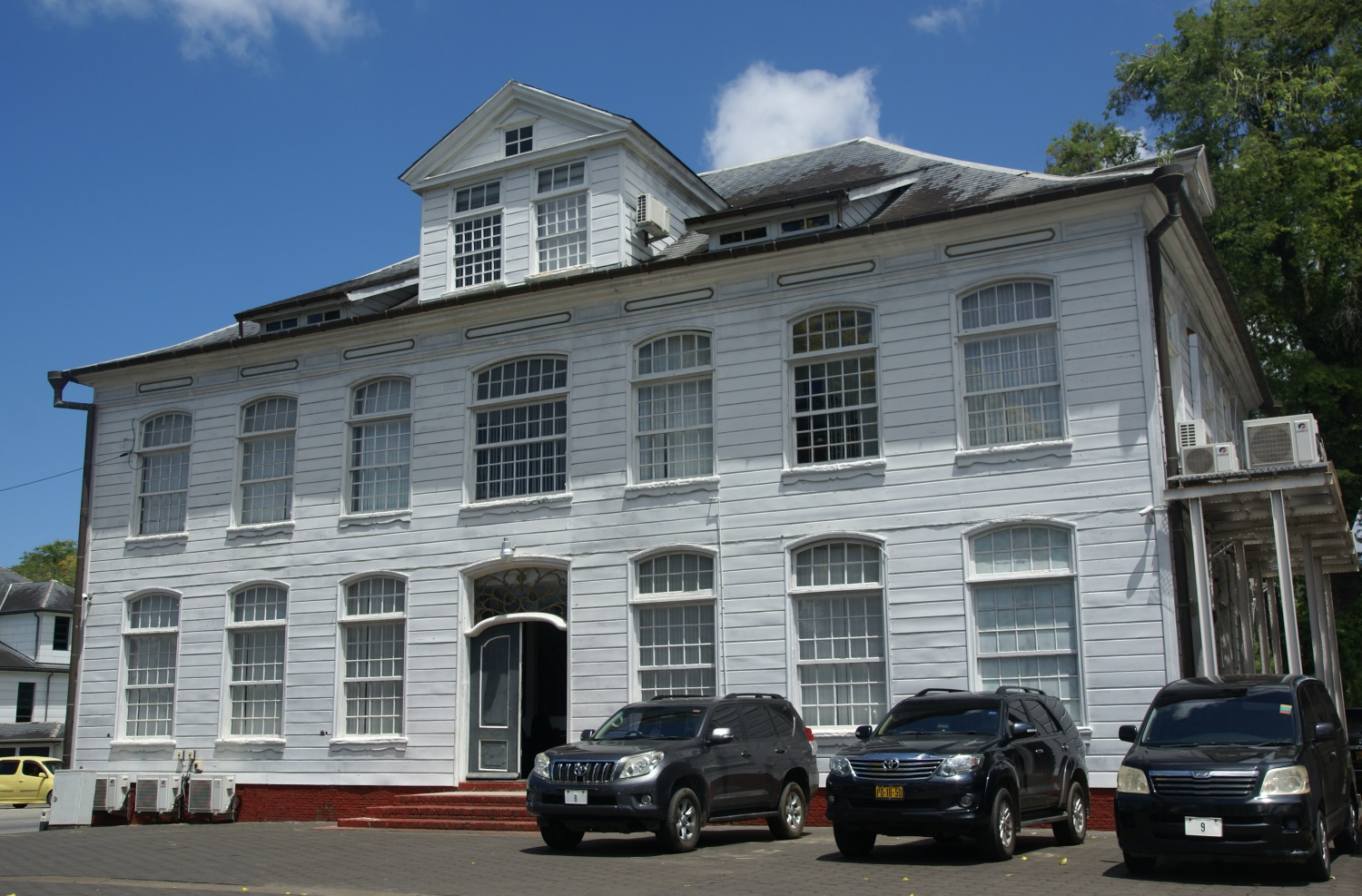
De achterzijde van Huis Du Plessis, aan de Mr. Dr. J.C. de Mirandastraat.

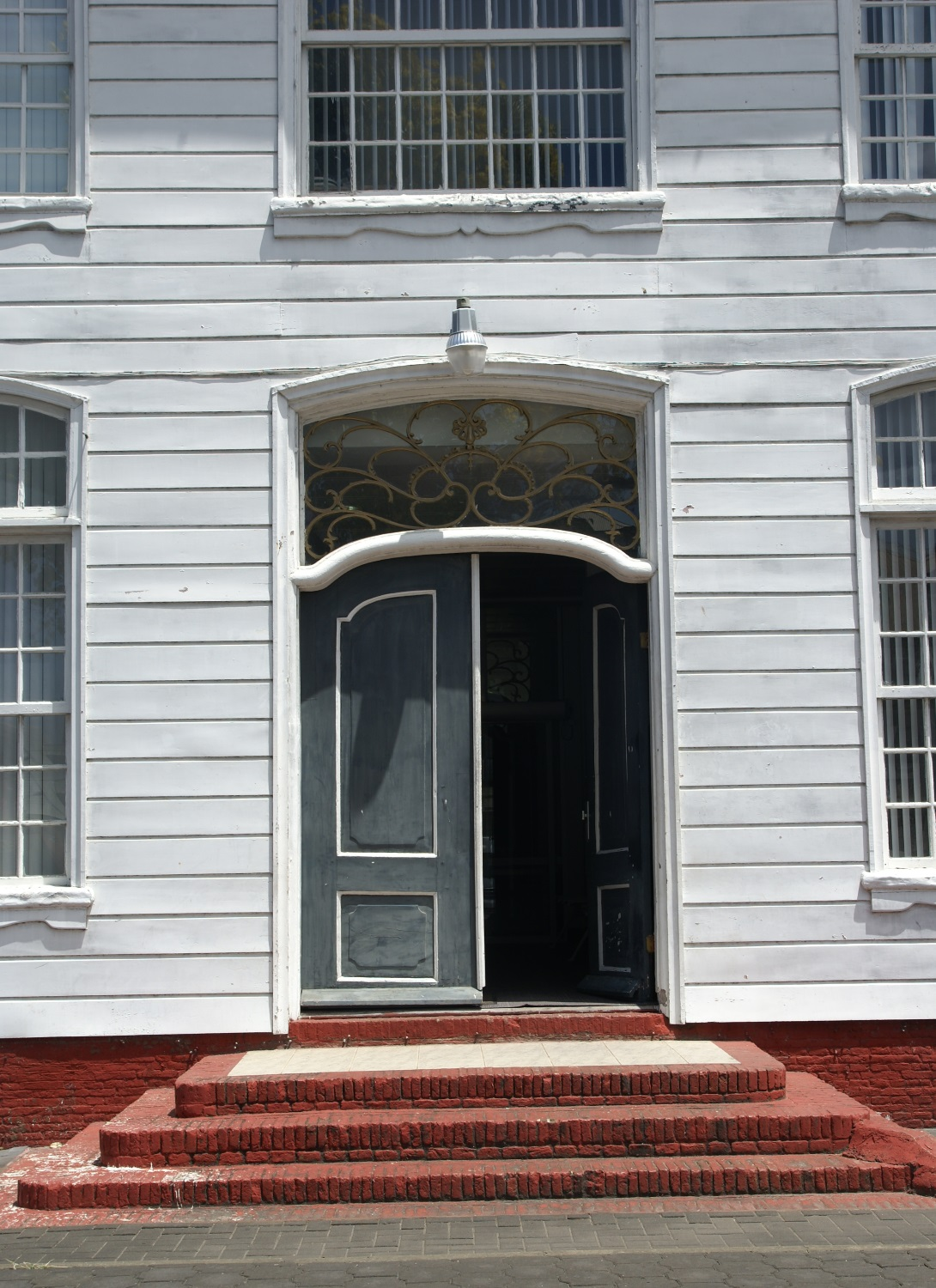
De entree met versierd bovenlicht aan de achterzijde.

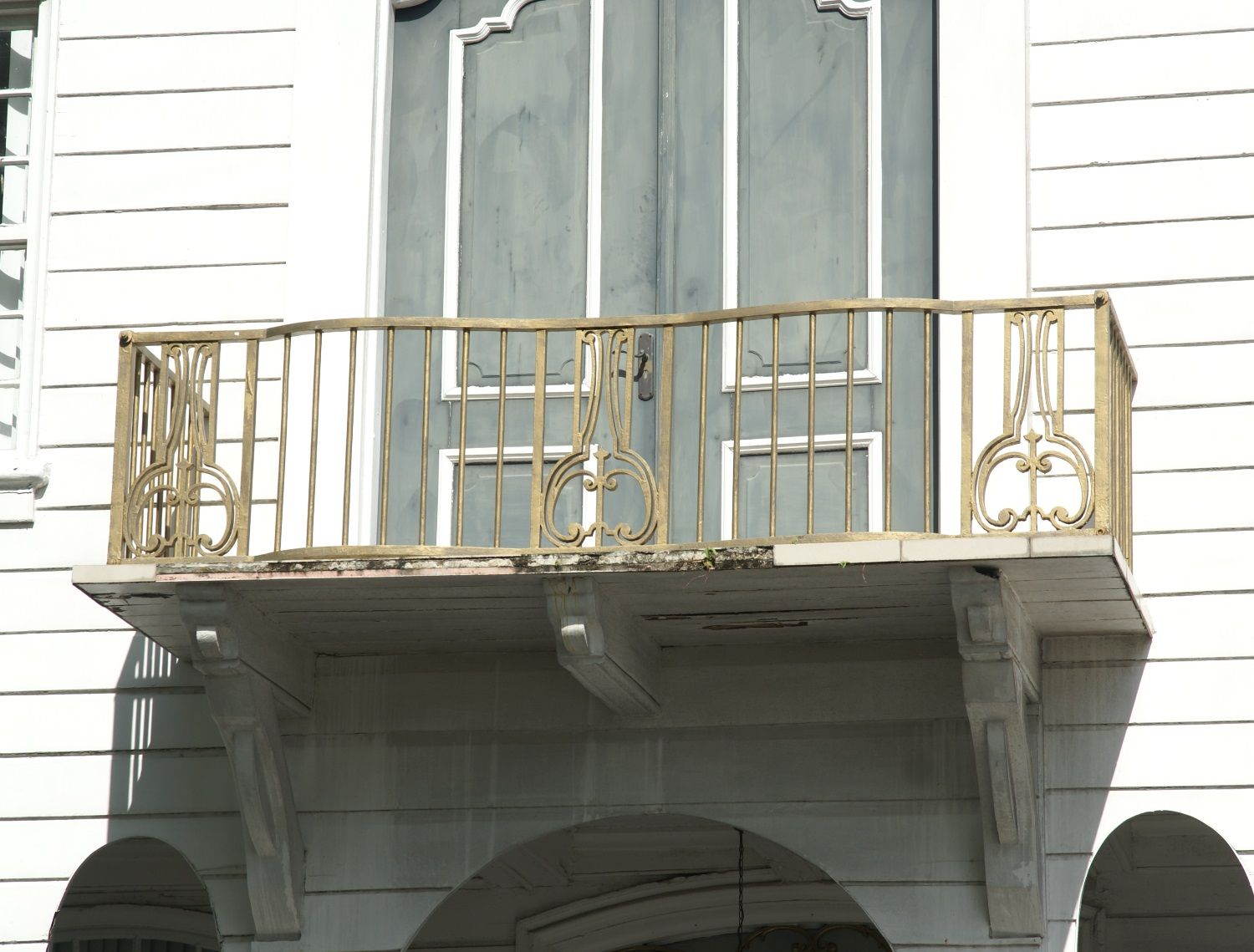
Balkon aan de voorzijde.

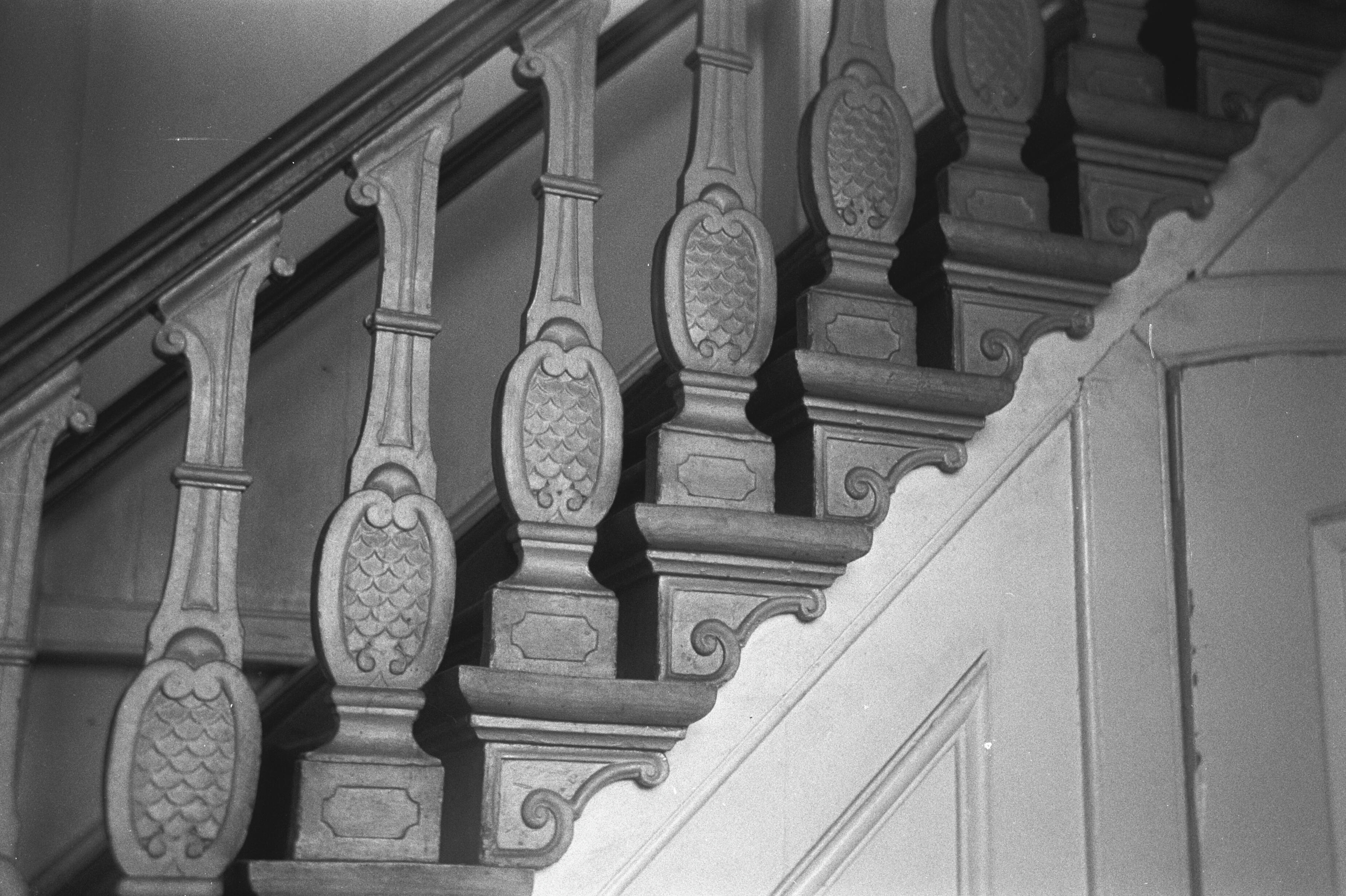
Achttiende-eeuwse trap met balusters in Lodewijk XIV-stijl.

Het Huis Du Plessis, ook Huis Duplessis, is een monumentaal pand uit de achttiende eeuw, gelegen aan het Onafhankelijkheidsplein 2 in Paramaribo, Suriname. Het pand is onderdeel van de historische binnenstad van Paramaribo, die sinds 2002 door UNESCO aan de Werelderfgoedlijst is toegevoegd.

## Geschiedenis
Het huis dat in de 21e eeuw te zien is, is waarschijnlijk gebouwd rond 1740. De ingebouwde voorgalerij wijst in ieder geval op de achttiende eeuw. Het huis is het oudste huis aan het Onafhankelijkheidsplein. Dit komt door de stadsbrand van 1832, die het gros van de houten bebouwing aan het plein, onder meer de hele zuidzijde, in vlammen deed opgaan.
Het is onbekend wie het huis bouwde. In 1772 was het huis eigendom van de weduwe Woessing, in 1781 van de heer Coetsee. In 1785 werd het gehuurd door plantagehoudster Maria Susanna du Plessis. In 1793 had zij het huis in bezit. Zij woonde er tot haar dood in 1795.
In de negentiende eeuw werd het gebouw aangekocht door het gouvernement en sinds die tijd is het gebouw van de overheid gebleven. Eerst werd het pand gebruikt als gouvernementssecretarie. In de jaren zestig van de 20e eeuw werd het pand betrokken door het Ministerie van Binnenlandse Zaken. In 2002 werd het gebouw toegewezen aan het Nationaal Instituut voor Milieu en Ontwikkeling in Suriname (NIMOS). Anno 2013 is het het kantoor van de presidentsvrouwe.

## Bouw
Het Huis Du Plessis is zeven traveeën breed en heeft twee verdiepingen met erop een schilddak met leien bedekt en acht dakhuizen. Voor het effect zijn de dakhuizen boven de hoofdentree in de middenas aan de voor- en achterzijde van het huis het grootst. Het gebouw staat ongewoon dicht op de straat. Deze straat aan de noordwestzijde van het plein was vroeger ook bekend onder de naam Tamarindelaan.
Aan de kant van het Onafhankelijkheidsplein is er over de gehele lengte van het huis een interne voorgalerij. De markante galerijbogen zijn ontleend aan de bouwwijze van de hernhutters, waarin verspringende smalle en brede galerijbogen de indeling van de penanten en vensters erboven volgen. Er zijn maar weinig gebouwen met een dergelijke voorgalerij overgebleven. 
Het gebouw heeft een bakstenen onderbouw met uitgebreide onderkeldering en werd gebouwd op een schelprits.
In de vooras en achteras van het huis zijn de achttiende-eeuwse dubbele paneeldeuren uitgevoerd in Lodewijk XIV-stijl. De omlopende kroonlijst is afgezet met panelen. De toegangsdeuren voor en achter hebben beide bovenlichten, die voorzien zijn van sierlijk houtsnijwerk. De vensters zijn alle schuiframen met bovenlichten en hebben een fijne roedenverdeling.
In het huis bevindt zich een houten trap met gesneden, achttiende-eeuwse balusters in Lodewijk XIV-stijl. In de achttiende eeuw roemde men dit huis om zijn vele kamers en prachtige deuren en trappen met fraai houtsnijwerk in rococostijl.
Een huis van deze grootte had vroeger een aantal dienstgebouwen, zoals keuken, bottelarij, bergingen, een stal met zes paarden en een koetshuis. Deze dienstbebouwing bevond zich aan de achterzijde, in dit geval aan de kant van de Mr. Dr. J.C. de Mirandastraat. Tot 1826 behoorde het terrein waarop het Ministerie van Financiën staat, Onafhankelijkheidsplein 3, ook tot het perceel van Huis Du Plessis.
In 1967-1968 werd het gebouw geheel gerestaureerd naar voorbeeld van een ontwerpplan van het Ministerie van Bouwwerken, Verkeer en Waterstaat, waarbij ook het houtsnijwerk werd hersteld en vernieuwd. Rond 2000 werd de oude indeling van de begane grond geheel verwijderd; enkel de trap bleef bewaard. Volgens het UNESCO-rapport State of conservation report by the State Party / Rapport de l'Etat partie sur l'état de conservation uit 2016 is dit monument dringend toe aan conservering.